# Москаленко Віталій Федорович
Віта́лій Фе́дорович Москале́нко (нар. 25 січня 1949, м. Кременчук, Полтавська область, УРСР) — український лікар, організатор охорони здоров'я, науковець, державний та громадський діяч. Міністр охорони здоров'я України (2000—2002), ректор Національного медичного університету імені О. О. Богомольця (2003—2014). Академік Національної академії медичних наук України (2010), віце-президент цієї академії (2011-2016). Член-кореспондент Національної академії педагогічних наук України (2010). Заслужений лікар України (1997), Заслужений діяч науки і техніки України (2007).
Член громадських академій наук: Інженерної академії України (1996), Української академії економічної кібернетики (2000), Академії наук вищої школи України (2006), Міжнародної академії наук екології, безпеки людини і природи (2007), Почесний член Польської академії медицини (2005), дійсний член Світової академії медицини Альберта Швейцера (2005), почесний академік Білоруської академії медичних наук (2006), професор філософії Honoris Causa (за рішенням Світової академії медицини Альберта Швейцера) (2010) .

## Життєпис
Віталій Федорович Москаленко народився 25 січня 1949 році, у м. Кременчуці Полтавської області . 
Закінчив Харківський медичний інститут (ХМІ) у 1972 році, лікувальний факультет .
У 1973—1975 рр. служив у лавах Радянської Армії військовим лікарем на Далекому Сході СРСР (м. Хабаровськ). Після закінчення служби пройшов спеціалізацію з анестезіології та реаніматології та працював лікарем 1975-1978 роки, потім був старшим лікарем (1978–1980 рр.), завідувач інфарктного відділення клінічної лікарні № 27 м. Харкова, навчався у заочній аспірантурі з внутрішніх хвороб у ХМІ, після якого захистив дисертацію (канд. мед. наук — 1982 р.) під керівництвом Л.Т. Малої .
3 1980 по 1990 рр. працював у партійних органах міста Харкова та області на посадах інструктора, консультанта з питань охорони здоров'я, соціального захисту, фізкультури та спорту. У 1990—1994 рр. працював проректором з лікувальної роботи у Харківському інституті вдосконалення лікарів, а з вересня 1994 р. по червень 1998 р. працював на посадах начальника Головного управління (ГУ) охорони здоров'я та соціальних питань, потім з 1997 року заступником міського голови та одночасно начальником ГУ здоров'я та соціальних питань, а потім начальника ГУ гуманітарних та соціальних питань. 3 1991 по 1998 рік мав сумісництво на кафедрі кардіології та діагностики (доцент) Харківського інституту вдосконалення лікарів .
З 1998 року — заступник, з 1999 р. — перший заступник міністра охорони здоров'я України, а з 12 січня 2000 р. до 30 листопада 2002 р. — міністр охорони здоров'я України. З грудня 2002 по липень 2003 року – радник Президента України . 
З 2003 року – ректор НМУ імені О. О. Богомольця. З 2004 р. він одночасно завідував кафедрою соціальною медицини та охорони здоров’я цього ж університету .

## Наукова діяльність
Сфера наукових інтересів Москаленка В.Ф. пов’язана з вивченням соціальної медицини, організацією та управлінням охороною здоров’я, терапією, медико-соціальними проблемами надзвичайних ситуацій та ліквідацією їх наслідків, стратегією розвитку вищої медичної освіти в Україні. 
У 2001 році захистив дисертацію на тему "Медико-соціальні аспекти ліквідації наслідків екологічної катастрофи в мегаполісі" та здобув ступінь доктора медичних наук.  Обраний член-кореспондентом (2002) і академіком (2010) НАМН України. Входить до складу багатьох редакційних рад та колегій медичних наукових видань України, головний редактор журналу «Охорона здоров'я України». Автор понад 1200 наукових праць, в тому числі 44 монографій, 14 підручників, 38 посібників та керівництв. Наукові
розробки широко впроваджено в практичну охорону здоров’я, отримано 12 патентів, 9 нововведень. Під його науковим керівництвом виконано 8 кандидатських та 5 докторських дисертацій. Індекс Гірша в наукометричній базі Scopus станом на 2024 рік становить 3, в базі Google Scholar - 26.
Був заступником голови експертної ради з медицини, фармації Державної атестаційної комісії, членом атестаційної колегії МОН України, двох спеціалізованих вчених рад по захисту докторських (кандидатських) дисертацій при НМУ імені О.О.Богомольця МОЗ України: спеціалізованої вченої ради Д 26.003.01 «Гігієна та професійна патологія, соціальна медицина, мікробіологія, вірусологія» та спеціалізованої вченої ради Д 26.003.10 «Теорія та методика навчання (медичні та фармацевтичні науки)», є членом спеціалізованої вченої ради Д 26.613.07 «Соціальна медицина» по захисту докторських (кандидатських) дисертацій при НМАПО імені П.Л. Шупика.
У 2007 році В.М. Москаленка обрано почесним професором Харківського національного медичного університету . 
Основні наукові праці: «Руководство по скорой медицинской помощи» (1991); «Вирусные гепатиты и ВИЧ-инфекция (эпидемиологические и иммунологические параллели» (1997); «Неотложная скорая медицинская помощь» (1997); «Медико-социальные последствия ядерных катастроф» (1998); «Медико-социальные аспекты ликвидации экологической катастрофы в мегаполисе» (2000); «Практична аритмологія» (2000); «Соціальна медицина та організація охорони здоров'я» (2000); «Організація лікувально-профілактичних та санітарно-протиепідемічних заходів щодо ліквідації наслідків повеней» (2001); «Аритмии: механизмы развития, диагностика, лечение» (2001); «Система управления качеством медицинского образования в Украине» (2003); Методические основы Отраслевых стандартов высшего образования по направлению 1101 «Медицина»(2005); «Право на охорону здоров’я у нормативно-правових актах міжнародного та європейського рівня» (2006); «Принципи побудови оптимальної системи охорони здоров’я: український контекст»» (2008); «Біостатистика» (2009); «Медична освіта у світі та Україні» (2009); «Економіка охорони здоров’я» (2010); «Етика наукових досліджень» (2011); «Здоровье и здравоохранение: ключевые императивы» (2011) .

## Організатор охорони здоров'я України
Перебуваючи на посаді міністра охорони здоров’я України, розробив та запровадив нові підходи до реформування медичної сфери, впроваджував програмно-цільовий метод в охороні здоров'я. Під його ініціативою створено 20 національних державних, а також галузевих програм з найважливіших напрямків розвитку охорони здоров’я . Вперше в Україні доручив запровадити посади фізичних реабілітологів у штатні розклади закладів охорони здоров'я (Лист Міністерства охорони здоров'я України від 05.11.2001 р. за № 11.03-04/22) і таким чином наблизити стандарти реабілітаційної медичної допомоги в Україні до міжнародних.
У 2002 р. обирався Віце-президентом Всесвітньої Асамблеї охорони здоров'я та членом Правління Глобального фонду боротьби зі СНІДом, туберкульозом та малярією.[джерело?] Неодноразово головував на міжнародних форумах, присвячених питанням боротьби з тютюнопалінням (Польща), зловживанням алкоголем (Швеція).[джерело?] Був головою наглядової ради Національного фонду соціального захисту матерів і дітей «Україна — дітям»; членом Наукової ради з теоретичної та профілактичної медицини при Президії АМН України з 2003 р.; членом редакційної колегії медичної газети України «Ваше здоров'я» з 2000 р.; головним редактором науково-практичного журналу «Охорона здоров'я України» з 2001 р., науково-практичного журналу «Науковий вісник Національного медичного університету імені О. О. Богомольця»; з 2004 року член редакційних колегій та редакційних рад 16 наукових, науково-практичних та громадських медичних періодичних видань (журналів); заступник голови ради ректорів Київського вузівського центру з 2003 р.; член Комітету з Державних премій України в галузі науки і техніки з 2001 р.[джерело?]

## Нагороди
- Орден князя Ярослава Мудрого III ст. (24 серпня 2012) — за значний особистий внесок у соціально-економічний, науково-технічний, культурно-освітній розвиток Української держави, вагомі трудові здобутки, багаторічну сумлінну працю та з нагоди 21-ї річниці незалежності України[7]
- Орден князя Ярослава Мудрого IV ст. (23 січня 2009) — за значний особистий внесок у розвиток охорони здоров'я, медичної освіти і науки, багаторічну сумлінну працю та з нагоди 60-річчя від дня народження[8]
- Орден князя Ярослава Мудрого V ст. (22 січня 2004) — за визначний особистий внесок у розвиток охорони здоров'я, багаторічну плідну наукову і педагогічну діяльність[9]
- Заслужений діяч науки і техніки України (20 серпня 2007)[10]
- Заслужений лікар України (19 лютого 1997)[11]
- Нагороджений ювілейною медаллю «За мужність і любов до Вітчизни» (Російська Федерація, 1998), 2 ювілейними орденами «Різдво Христове — 2000» І ст. (2000), медаллю ім. академіка М. Д. Стражеска «За заслуги в охороні здоров'я» (2001), знаком «Відмінник освіти України» (2004); знаком «За вагомий внесок у навчання та виховання дітей України» І ст. (2004), орденом «За відродження духовності» (2004), орденом Преподобного Нестора Літописця III ст. (2004), Великою Золотою медаллю Світової академії медицини Альберта Швейцера (2005). Має дві подяки від Президента України.

## Відсторонення від посади ректора
Під час подій Євромайдану керівництво НМУ зайняло позицію ігнорування мітингів, проте час від часу блокувало вихід студентів з навчальних корпусів, закриваючи двері і ворота. Студенти сприйняли це вкрай негативно, тому проти ректора Москаленка зростало невдоволення. На хвилі революційного підйому студенти в неділю 23 лютого 2014 року відправились до ректорату. Лідери студентського протесту стали вимагати від академіка В. Ф. Москаленка піти у відставку. Ректор підписав акт передачі адміністративної будівлі студентам, але замість відставки взяв лікарняний листок.
24 лютого студенти оголосили мітинг під морфологічним корпусом НМУ, на який прийшло більш як 2,5 тисячі осіб. Мітингарі засвідчили своє бажання відставки ректора та рушили колоною до ректорату. Студенти продовжили мітинг і пікетували Міністерство охорони здоров'я. У міністерстві активісти висунули низку вимог заступнику міністра. Головною вимогою стало відсторонення В. Ф. Москаленка від посади. Було створено міжвідомчу комісії з перевірки діяльності ректора і адміністрації НМУ. Виконуючою обов'язки ректора призначено Катерину Амосову..
1 березня новопризначений міністр охорони здоров'я Олег Мусій затвердив Катерину Амосову виконувачем обов'язків ректора НМУ. За словами Катерини Миколаївни, вона прийняла на себе функції «кризового менеджера».[джерело?]
1 квітня конференція трудового колективу 73,7 % голосів проголосувала за дострокове припинення повноважень і звільнення Віталія Москаленка з посади ректора.
Надалі Віталій Москаленко намагався поновитися на посаді ректора через суд. Він виграв справу у Печерському районному суді міста Києва і спробував повернутися на роботу, прибувши до будівлі ректорату НМУ у супроводі кількох охоронців. Та студенти університету з самого ранку чекали на екс-ректора, не давши йому проникнути до будівлі.
Керівництво університету, МОЗ та МОН України звернулися до Апеляційного суду міста Києва, що розглянув їхню скаргу та скасував рішення Печерського районного суду міста Києва.
Адвокати Москаленка подали касаційну скаргу. Вищий спеціалізований суд України з розгляду цивільних і кримінальних справ 22 жовтня 2014 року відхилив скаргу, лишивши в силі рішення Апеляційного суду міста Києва. Дане рішення стало остаточним та згідно з чинним законодавством України оскарженню не підлягає.

## Кримінальні звинувачення
Після звільнення Віталія Москаленка з посади ректора та перевірки його діяльності як очільника університету було виявлено численні зловживання, які стали приводом для порушення прокуратурою кримінальних справ проти нього та його співучасників. Слідство з'ясувало, що під час перебування на посаді ректора Москаленко незаконно розпорядився нараховувати собі щоквартальні премії на загальну суму 4 мільйони гривень. Також було встановлено, що він разом з керівниками двох субпідрядних компаній, діючи за попередньою змовою, привласнив кошти державного бюджету на суму 14,7 мільйона гривень, штучно завищивши обсяги виконаних робіт під час будівництва гуртожитку №8 на вулиці Академіка Заболотного.
У 2015 році справи за звинуваченням у  службовому підробленні, що спричинило тяжкі наслідки та привласненні, розтраті майна або заволодінні ним шляхом зловживання службовим становищем, вчиненому в особливо великих розмірах або організованою групою, були передані до суду. Запобіжним засобом для колишнього ректора було обрано домашній арешт. Обвинувачення передбачають покарання до 12 років позбавлення волі.